# Biserica „Sfântul Dumitru” din Baimaclia
Biserica „Sf. Dumitru” este o biserică amplasată în Baimaclia, raionul Căușeni, Republica Moldova. Este un monument arhitectural de importanță națională inclus în Registrul monumentelor Republicii Moldova ocrotite de stat cu nr. 89 (raionul Căinari). Datează din 1910.